# Габрієль де Брольї
Ґабрієль Жозеф Марі Ансельм де Брольї (фр. Gabriel Joseph Marie Anselme de Broglie; 21 квітня 1931, Версаль — 8 січня 2025) — французький історик, член Академії моральних та політичних наук (з 1977), член Французької академії (з 2001).

## Біографія
Народився 21 квітня 1931.
Закінчив колеж у Понтуазі, потім навчався у паризькому Інституті політичних досліджень та Національній школі адміністрації. З 1960 року працював у Державній раді аудитором, згодом обіймав там посади магістра клопотань та члена Ради (з 1999 року — почесний член Державної ради). Працював у канцеляріях кількох міністрів, зокрема Андре Мальро в період з 1962 до 1966 року, Жана-Марселя Жаннені — з 1966 до 1968 року і Моріса Шумана — у 1968 році.
Протягом вісімнадцяти років професійно займався аудіовізуальною сферою — обіймав посади заступника генерального директора ORTF, генерального директора Радіо Франції, президента Національного інституту аудіовізуальних засобів, президента CNCL.
Як історик публікував біографії та дослідження проблем орлеанізму та XX століття. З 1981 року працював у різних структурах із захисту французької мови, зокрема у Вищому комітеті у 1981—1982 роках та Вищій раді у 1984, 1986 та 1999 роках. У 1980 році очолив Товариство французьких бібліофілів.
Лауреат премії письменників — ветеранів війни , премії Вобана, Великої премії Гобера (за «Мадам де Жанліс») та премії послів (за «Гізо»).
22 березня 2001 року обраний до Французької академії.

## Праці
- Le General de Valence ou l'Insouciance et la gloire, Paris, Perrin, 1972. ISBN 2262020086
- Ségur sans cérémonie, 1757—1805 ou la Gaieté libertine, Paris, Perrin, 1977. Biographie de Joseph-Alexandre, vicomte de Ségur[fr].
- Histoire politique de la Revue des deux mondes (1829 a 1979), Paris, Perrin, 1979.
- L'Orléanisme: la ressource libérale de la France, Paris, Perrin, 1981.
- Une Image vaut dix mille mots: essai sur la television, Paris, Plon, 1982.
- Madame de Genlis, Paris, Perrin, Paris, 1985. ISBN 2262018405
- Le Français pour qu'il vive, Paris, Gallimard, 1987.
- Guizot, Paris, Perrin, 1990. ISBN 2262018537
- Le XIX siècle: l'éclat et [le] déclin de la France, Paris, 1995. ISBN 2262009104
- Mac Mahon, Paris, Perrin, 2000. ISBN 2262011435
- Le droit d'auteur et l'internet, Paris, PUF, 2001. ISBN 2130514685
- La monarchie de Juillet, Париж, Fayard, 2011. ISBN 9782213662503
- Impardonnable 20e siècle, Paris, Tallandier, 2017
- Dir. avec Hélène Carrère d'Encausse, Джованні Дотолі[it] et Mario Selvaggio. Le Dictionnaire de l'Académie française, Hermann, Paris, 2017. ISBN 978-2-7056-9381-7